# استيبان أيالا فيرير
استيبان أيالا فيرير هو رسام كوبي، ولد في 2 سبتمبر 1929، وتوفي في 15 يوليو 1995.